# 8103 Fermi
För andra betydelser, se Fermi.
8103 Fermi eller 1994 BE är en asteroid i huvudbältet som upptäcktes den 19 januari 1994 av Farra d'Isonzo-observatoriet i Farra d'Isonzo. Den är uppkallad efter den italienska fysikern och nobelpristagaren Enrico Fermi.
Asteroiden har en diameter på ungefär 9 kilometer.